# Вила (Лука)
Вила је насеље у Италији у округу Лука, региону Тоскана.
Према процени из 2011. у насељу је живело 134 становника. Насеље се налази на надморској висини од 274 м.